# 126-о основно училище „Петко Ю. Тодоров“
126-о основно училище „Петко Юрданов Тодоров“ е основано през 1953 г. В училището се обучават деца от първи до седми клас, като има и две предучилищни групи за деца на възраст пет и шест години.

## Материална база
- библиотека
- мултимедиен кабинет
- 3 класни стаи, които са оборудвани с интерактивни бели дъски
- 2 физкултурни салона и фитнес център
- стол и лавка